# Цузмер, Моисей Яковлевич
Моисей Яковлевич Цузмер (1884—1947) — биолог, педагог

## Биография
Родился 18 октября (по старому стилю) 1884 года в Одессе, в семье кишинёвского мещанина Якова-Эля Иделевича Цузмера и Гени Цузмер. Закончил естественное отделение физико-математического факультета Императорского Новороссийского университета.
В 1920—1922 годах преподавал биологию и общее мироведение в Одесском институте народного образования. С 1921 года был первым заведующим еврейским сектором факультета социального воспитания этого института.
С 1922 года был профессором Московского педагогического института имени В. И. Ленина.
В годы войны, будучи в эвакуации, с мая 1942 года заведовал кафедрой природоведения и химии Оренбургского института усовершенствования учителей.
Умер в 1947 году в Москве.

## Семья
- Жена — Мария Львовна Цузмер, микробиолог.
  - Дочери — Ревекка (Рена) Моисеевна Цузмер, художник-керамист; Анна Моисеевна Цузмер, педагог, автор школьных учебников по биологии и анатомии.

## Работы
Является автором учебника по зоологии для общеобразовательных школ, методических работ.
- Зоология: Учебник для 6 и 7 классов неполной средней и средней школы: утвержден Наркомпросом РСФСР / М. Я. Цузмер. — 4-е изд. — М.: Учпедгиз, 1936. — 240 с. :

- Наука о животных и религия : дополнение к учебнику «Зоология» М. Я. Цузмера для VI и VII классов неполной средней школы / М. Я. Цузмер, А. А. Парамонов и Н. Н. Плавильщиков. — М.: Учпедгиз, 1937. — 46 с.

- Методика преподавания анатомии и физиологии человека в средней школе: Пособие для учителей средней школы и студентов педвузов / М. Я. Цузмер, П. И. Суворова, И. В. Козырь. — М.: Учпедгиз, 1938. — 308 с.